# بازشاپرک نواردار
بازشاپرک نواردار (نام علمی: Hyles livornica) نوعی شاپرک از خانواده بازشاپرکان است.